# Ридзув
Ридзув (пол. Rydzów) — село в Польщі, у гміні Мелець Мелецького повіту Підкарпатського воєводства.
Населення — 353 особи (2011).
У 1975-1998 роках село належало до Ряшівського воєводства.

## Демографія
Демографічна структура станом на 31 березня 2011 року:
|          | Загалом | Допрацездатний вік | Працездатний вік | Постпрацездатний вік |
| -------- | ------- | ------------------ | ---------------- | -------------------- |
| Чоловіки | 187     | 47                 | 118              | 22                   |
| Жінки    | 166     | 40                 | 96               | 30                   |
| Разом    | 353     | 87                 | 214              | 52                   |